# 马尔特诺沃市镇
马尔特诺沃市镇（俄语：Мартыновское муниципальное образование）是俄罗斯联邦伊尔库茨克州卡扎钦斯科-连斯基区所属的一个市镇。其下辖有个居民点，行政中心为上马尔特诺沃。据2016年统计，该市镇的人口为117人。